# Ama-e
Ama-e (fl. circa 2330 a. C.) fue una antigua empresaria sumeria. Es una de las primeras empresarias individuales de las que se conoce una cantidad significativa de información.

## Trasfondo
Vivió en la ciudad de Umma durante el reinado de Sargón de Akkad. Estaba casada con Ur-Šara y sus transacciones comerciales están bien documentadas en el llamado archivo familiar Ur-Sara. Si bien no parece haber sido raro que las mujeres realizaran negocios, ya que se consideraba parte de las tareas del hogar, ninguna otra empresaria individual y sus transacciones de este período o anteriores están tan bien documentadas como Ama-e.[cita requerida]

## Negocios
Alquilaba tierras de la corona para cultivarlas, invertía en edificios, comerciaba con cebada y metales y tenía una red de agentes comerciales a través de los cuales compraba y vendía plata, madera, lana, alimentos y perfumes.

El traductor HJ Marsman escribió:
En la sociedad mesopotámica primitiva, las mujeres parecen haber actuado de forma bastante independiente [y] podían representar con seguridad a otra persona [como en el caso de] la empresaria Ama-e, que vivía en la Umma sargónica. Se dedicaba al comercio de cereales, lana y metales.
Los registros comerciales familiares muestran que ella invirtió parte de las ganancias en proyectos inmobiliarios y de construcción y supervisó una amplia red comercial.